# ألبرتو جياكوميتي
ألبرتو جياكوميتي (بالفرنسية: Alberto Giacometti)‏ ‏( 10 من أكتوبر 1901م - 11 من يناير 1966م) هو نحات ومصور ورسام وطبّاع سويسري. وُلد ألبرتو جياكوميتي في الوادي الألبيني فال بريجاجليا (Val Bregaglia)، الذي يقع جنوب إقليم كانتون غراوبوندن. وينتمي جياكوميتي لأسرة فنية، حيث كان والده جيوفاني جياكوميتي مصورًا مشهورًا يتبع مدرسة ما بعد الانطباعية. وألبرتو هو الابن الأكبر لجيوفاني من بين أربعة أبناء، وقد أبدى اهتمامه بالفن منذ صغره.